# 中国共産党の指導者世代
中国共産党の指導者世代（ちゅうごくきょうさんとうのしどうしゃせだい）とは、1949年に中華人民共和国が中国共産党により建国されて以来の政治指導者の世代である。2012年現在の習体制は第5世代にあたる。

## 第一世代
1949年から1976年まで毛沢東主席が核心にいた。他に周恩来総理、劉少奇、朱徳、任弼時、陳雲が第一世代の重要な人物たちである。
後に林彪と四人組と呼ばれる人物たちが第一世代の人物となっている。

## 第二世代
文化大革命終結後、華国鋒主席が毛沢東の後継者となったがすぐに失脚、鄧小平主席が実権を握った。1976年から1989年までの指導者が第二世代にあたる。
鄧小平を中心に、陳雲、胡耀邦、葉剣英、趙紫陽、宋平などが第二世代の人物にあたる。鄧小平は、1978年に改革開放を提唱し、以降中国経済は近代化が始まることとなった。
また、1980年代には、八大元老と呼ばれる人物たちが政治で力を持っていた。

## 第三世代
1989年から2002年までの指導者が第三世代にあたる。江沢民総書記を核心に、李鵬総理、朱鎔基総理らが第三世代の人物にあたる。
この時期からは江沢民が提唱した「三つの代表」思想が中国で重要な政治思想になっている。またこの時期には、江沢民の地盤である上海市関係者による「上海閥」と呼ばれる派閥が出来ている。

## 第四世代
2002年から2012年までの指導者が第四世代にあたる。胡錦濤総書記、温家宝総理らが第四世代の人物にあたる。
第四世代の体制は、胡温体制と呼ばれ、科学的発展観を重要な思想とし、和諧社会の実現などを目指している。2008年には北京オリンピックと上海万博も開催され、中国の改革開放政策は加速している。
この時期は、江沢民を領袖とする「上海閥」と、胡錦濤がかつて第一書記を務めた中国共産主義青年団（共青団）の出身者（共青団派）との権力闘争が起きている。現在は上海閥の影響力が低下し、共青団派が有力になってきている。

## 第五世代
2012年からスタートした新体制が第5世代にあたる。習近平総書記を核心に、李克強総理、李強総理らが第五世代の人物にあたる。
習政権の習近平派を中心とした新たな威権政治体制が、中国をどのような方向へ導くのかが注目されている。
第三世代から第五世代まではエンジニア出身者のテクノクラートが殆どだった のに対して「経済や法律などの専門家が多い」 と評されている。